# Chaos Sound
Chaos Sound è il decimo album in studio del gruppo musicale statunitense The Casualties, pubblicato nel 2016.

## Tracce
1. Intro – 0:39
2. Chaos Sound – 2:34
3. Visions of Greed – 2:37
4. Running Through the Night – 2:48
5. Brothers and Sisters – 2:54
6. Murder Us All – 2:21
7. Work Our Lives Away – 2:56
8. Countdown to Tomorrow – 2:28
9. Fight For What's Mine – 2:11
10. Keep Your Distance – 1:56
11. In the Lost City – 3:10
12. Bomb Blast – 1:39
13. R.A.M.O.N.E.S (Motörhead cover) – 1:12
14. Halfway to Hell – 2:15
15. United Streets – 1:46